# São José da Varginha
São José da Varginha là một đô thị thuộc bang Minas Gerais, Brasil. Đô thị này có diện tích 205,099 km², dân số năm 2007 là 3797 người, mật độ 17,7 người/km².